# Time Passages
 (juillet 2018).
Si vous disposez d'ouvrages ou d'articles de référence ou si vous connaissez des sites web de qualité traitant du thème abordé ici, merci de compléter l'article en donnant les références utiles à sa vérifiabilité et en les liant à la section « Notes et références ».
Albums de Al Stewart
Year of the Cat
(1976) 24 Carrots
(1978)
Times Passages est un album d'Al Stewart sorti en 1978.

## Titres
| Time Passages | Time Passages            | Time Passages | Time Passages | Time Passages | Time Passages | Time Passages | Time Passages | Time Passages | Time Passages |
| No            | Titre                    | Durée         |               |               |               |               |               |               |               |
| ------------- | ------------------------ | ------------- | ------------- | ------------- | ------------- | ------------- | ------------- | ------------- | ------------- |
| 1.            | Time Passages            | 6:41          |               |               |               |               |               |               |               |
| 2.            | Valentina Way            | 4:04          |               |               |               |               |               |               |               |
| 3.            | Life in Dark Water       | 5:49          |               |               |               |               |               |               |               |
| 4.            | A Man for All Seasons    | 5:50          |               |               |               |               |               |               |               |
| 5.            | Almost Lucy              | 3:43          |               |               |               |               |               |               |               |
| 6.            | The Palace of Versailles | 5:20          |               |               |               |               |               |               |               |
| 7.            | Timeless Skies           | 3:34          |               |               |               |               |               |               |               |
| 8.            | Song on the Radio        | 6:22          |               |               |               |               |               |               |               |
| 9.            | End of the Day           | 3:11          |               |               |               |               |               |               |               |
| 44:38         |                          |               |               |               |               |               |               |               |               |

## Musiciens
- Al Stewart : guitare, claviers, chant
- Tim Renwick : guitare électrique, guitare solo sur (3-6)
- Peter White : guitare, guitare solo sur (1, 2, 9), claviers,  accordéon
- Mark Goldenberg : guitare rythmique sur Valentina Way
- Al Perkins : guitare pedal steel
- Robin Lamble : basse
- Peter Wood : claviers, orgue, piano
- J. Peter Robinson : Grand Piano, orgue sur Valentina Way
- Pete Solley : synthétiseur sur Palace of Versailles
- Stuart Elliot : batterie
- Jeff Porcaro : batterie sur Valentina Way
- Phil Kenzie : saxophone alto sur (1, 8)
- Krysia Kristianne : chœurs
- David Pack : chœurs
- Joe Puerta : chœurs
- James Robert West : chœurs
- Brian Huddy : chœurs
- Jeff Borgenson : chœurs
- Arthur Tripp III : percussions
- Andrew Powell : cordes
- Lindsey Elliot : congas